# Quicksave
Le quicksave, anglicisme signifiant littéralement « sauvegarde rapide », est une fonctionnalité proposée par certains jeux vidéo sur ordinateur pour permettre au joueur, par une simple pression sur une touche prédéfinie du clavier, de sauvegarder son statut et sa progression dans le niveau. Il est accompagné d'une fonctionnalité de quickload qui permet, par pression sur une autre touche prédéfinie, de charger le dernier point sauvegardé en quicksave.
De cette manière le joueur, lorsqu'il souhaite sauvegarder ou charger, n'a pas besoin de naviguer au sein des menus : il peut donc rester immergé dans l'univers du jeu, et son attention n'est pas dispersée (si ce n'est par un message pouvant éventuellement apparaître dans le HUD pour l'informer que l'opération demandée a bien eu lieu, voire pour lui demander confirmation ; un léger lag peut également se faire ressentir, le système étant davantage sollicité que d'ordinaire pour écrire sur le disque). Le quicksave est en quelque sorte une application du raccourci clavier aux jeux vidéo.
La contrepartie de cette facilité d'usage du quicksave réside dans le fait que, contrairement aux systèmes de sauvegarde plus sophistiqués nécessitant de sortir du jeu pour naviguer dans les menus, une seule sauvegarde peut être faite par ce biais. Cependant, certains jeux comme Max Payne 2 gardent automatiquement une trace d'un ou plusieurs quicksaves précédents (alors accessibles par le menu habituel). De plus, d'autres jeux permettent de gérer de multiples quicksaves en attribuant un numéro à chaque sauvegarde faite de cette manière (en pressant une touche numérotée après la touche prévue pour le quicksave), le chargement se faisant ensuite en rappelant ce numéro.
Souvent, les touches affectées au quicksave et au quickload sont voisines, et il s'agit typiquement des touches de fonction (par exemple F5 et F6) ; elles peuvent cependant être reprogrammables par le joueur pour convenir à ses préférences.
Dans certains jeux, sur console notamment, les sauvegardes rapides ne sont que des sauvegardes temporaires, effacées une fois chargées. Généralement dans ces jeux-ci, il n'est possible que de faire une seule sauvegarde rapide à la fois.

## Conséquences sur l'expérience de jeu
Plus le quicksave est utilisé fréquemment, plus le jeu est facile à jouer, car si le joueur commet une erreur, la partie du niveau qu'il doit à nouveau accomplir est d'autant plus courte. Une utilisation abusive (trop fréquente) de cette fonctionnalité est qualifiée de quicksave crawl (« crawl » dénote l'idée de pas à pas répétitif).
Il existe un débat au sein de la communauté des joueurs et des développeurs de jeu. En effet, certains estiment que l'utilisation du quicksave réduit l'intensité émotionnelle créée par le jeu, la puissance de son illusion diégétique, voire qu'il s'agit d'une forme de triche. C'est la raison pour laquelle certains jeux ne proposent pas cette fonctionnalité, ou du moins, comme Painkiller, uniquement dans les niveaux de difficulté les plus faibles, ou bien en nombre limité comme dans Vietcong ; dans d'autres jeux encore, comme Far Cry, le quicksave n'est activable qu'au moyen d'un cheat code. D'autres au contraire pensent que cette fonctionnalité permet d'éviter la frustration de recommencer sans cesse un passage dont l'issue est difficile, et considèrent cette fonctionnalité comme indispensable dans un jeu, le joueur devant selon eux pouvoir choisir à quel moment il souhaite sauvegarder.
Par ailleurs, l'un des dangers avec ce type de sauvegarde, c'est qu'elle peut être faite par mégarde à un moment dangereux, alors que le personnage est sur le point de mourir, si bien que tout chargement à ce point fera immanquablement perdre le joueur.